# Доња Крушица (Бугарска)
Доња Крушица је насељено место у општини Петрич у области Благоевград, Бугарска. Према попису из 2021. године било је 129 становника.
Према бугарском географу и историчару, Василу Канчову, у Доњој Крушици је 1900. године живело 100 Словена хришћана.